# 遣新羅使
遣新羅使是日本派遣新羅的使節，特指西元668年以後派往統一新羅的使節。779年（寶龜10年）為最後派遣。

## 背景
日本與朝鮮半島早期的交流資料不充分，僅可由史書等材料中的若干線索推測。廣開土王碑中有「而倭以辛卯年來渡海破百殘，□□新羅以為臣民」（缺字可能是「任那」或「又破」等字）字樣，說明西元四世紀倭國可能擊敗百濟並使新羅服屬（關於此碑文存在爭議）。南朝宋元嘉二十八年（451年）倭王「珍」（反正或仁德天皇）遣使入朝，「自稱使持節、都督倭百濟新羅任那秦韓慕韓六國諸軍事、安東大將軍、倭國王」（宋書列傳第五十七），可能說明當時新倭之間存在一定交流關係。日本書紀記載，六世紀時新羅真興王滅伽耶後，與倭國關係極為緊張，但仍就任那的朝貢等問題向其派遣使者。倭國推古天皇和皇極天皇也向新羅派遣使節（高向玄理等）。
白江口之戰唐與新羅聯合滅百濟後，唐倭關係緊張，倭國開始頻繁派出遣新羅使。當時風傳唐將征伐日本，而668年唐滅高句麗後，新羅也感受到唐的壓力而產生危機感，甚至爆發唐罗战争，故二者產生了共同利害關係，開始頻繁交流。另外當時日本引入大陸的先進制度文化的渠道有限，希望藉與新羅的交流獲得先進技術並調查國際形勢。由於當時日本視新羅為屬國，因此當時新羅使者被日本以朝貢使的形式接待。白江口之戰中日本與新羅直接戰鬥較少，對兩者後來的交流有利。

## 經過
668年統一新羅第一次的遣日使者歸國之時，日本朝廷賜與船1艘、絹50匹、綿500匹、皮革100張的禮物，顯示出日本對對新羅關係的重視。留學新羅的僧人返日後受到重用，日本的四等官制也受到新羅官制的影響。當時兩國關係非常良好。
然而，新羅統一朝鮮半島後國家意識高漲，尋求與日本的平等關係，不滿於被日本視為屬國，故兩國關係惡化。735年訪日的新羅使節告知日本新羅改國號為「王城國」後，日本朝廷譴責其擅自改變國號並驅逐使者。此時期，渤海國成立，新羅與唐的關係恢復，渤海向日本派出使節，也對新日關係產生影響（參見遣渤海使、渤海遣日使）。次年（736年），日本向新羅派遣大使阿倍継麻呂，但未受到外交使節的相應待遇，故日本朝廷前往伊勢神宮祭祀，獻上供品，報告新羅的無禮並祈禱降服之。之後的一段時期，新羅來日使臣到達大宰府的鴻臚館後即被勒令歸國，不得入京都。
752年，新羅王子金泰廉等七百餘名新羅使節訪日並朝貢。據推測此使節團帶入大量黃金，被用於奈良大佛的塗金。新羅採取朝貢的形式的意圖不明確，一方面可能是考慮到唐與渤海間關係等國際形勢發生變化，欲緩和極度緊張的兩國關係，另一方面是希望獲得實利。
但是同年（752年）發生了日本遣唐使大伴古麻呂與新羅使者爭奪席次的事件。此年日本使節到達新羅後，被認為傲慢無禮，未得見新羅景德王而歸。於是太政大臣藤原仲麻呂計畫聯合渤海國，準備了軍船394艘和四萬零七百人的軍隊，準備遠征新羅，但此計畫因其與孝謙天皇不和及渤海方面情況有變等原因而流產。
據日本後紀，780年，正式的遣新羅使廢止。之後為探問遣唐使的消息曾數次向新羅送出使者。

### 遣新羅使列表
統一新羅時的使節列表。此處採用最為普遍的28回說。
| 次數 | 派遣年 | 年號(日)     | 正使名         | 日本天皇 | 新羅王 | 備註                     | 出典                         |
| ---- | ------ | ------------ | -------------- | -------- | ------ | ------------------------ | ---------------------------- |
| 1    | 668年  | 天智天皇7年  | 道守臣麻呂     | 天智天皇 | 文武王 | 隨新羅使臣金東嚴歸國     | 日本書紀                     |
| 2    | 670年  | 天智天皇9年  | 阿曇連頰垂     | 天智天皇 | 文武王 |                          | 日本書紀                     |
| 3    | 675年  | 天武天皇4年  | 大伴連国麻呂   | 天武天皇 | 文武王 |                          | 日本書紀                     |
| 4    | 676年  | 天武天皇5年  | 物部連麻呂     | 天武天皇 | 文武王 |                          | 日本書紀                     |
| 5    | 681年  | 天武天皇10年 | 采女臣竹羅     | 天武天皇 | 神文王 |                          | 日本書紀                     |
| 6    | 684年  | 天武天皇13年 | 高向臣麻呂     | 天武天皇 | 神文王 | 隨觀常歸國               | 日本書紀                     |
| 7    | 687年  | 持統天皇元年 | 田中朝臣法麻呂 | 持統天皇 | 神文王 | 傳達天武天皇喪訊         | 日本書紀                     |
| 8    | 692年  | 持統天皇6年  | 息長真人老     | 持統天皇 | 孝昭王 |                          | 日本書紀                     |
| 9    | 695年  | 持統天皇9年  | 小野朝臣毛野   | 持統天皇 | 孝昭王 | 副使伊吉博德             | 日本書紀                     |
| 10   | 700年  | 文武天皇4年  | 佐伯宿禰麻呂   | 文武天皇 | 孝昭王 |                          | 續日本紀                     |
| 11   | 703年  | 大寶3年      | 波多朝臣廣足   | 文武天皇 | 聖德王 |                          | 續日本紀                     |
| 12   | 704年  | 慶雲元年     | 幡文通         | 文武天皇 | 聖德王 |                          | 續日本紀                     |
| 13   | 706年  | 慶雲3年      | 美努連浄麻呂   | 文武天皇 | 聖德王 | 隨義法歸國               | 續日本紀                     |
| 14   | 712年  | 和銅5年      | 道君首名       | 元明天皇 | 聖德王 |                          | 續日本紀                     |
| 15   | 718年  | 養老2年      | 小野朝臣馬養   | 元正天皇 | 聖徳王 |                          | 續日本紀                     |
| 16   | 719年  | 養老3年      | 白豬史廣成     | 元正天皇 | 聖德王 |                          | 續日本紀                     |
| 17   | 722年  | 養老6年      | 津史主治麻呂   | 元正天皇 | 聖德王 |                          | 續日本紀                     |
| 18   | 724年  | 神龜元年     | 土師宿禰豐麻呂 | 聖武天皇 | 聖德王 |                          | 續日本紀                     |
| 19   | 732年  | 天平4年      | 角朝臣家主     | 聖武天皇 | 聖德王 |                          | 續日本紀                     |
| 20   | 736年  | 天平8年      | 阿倍朝臣繼麻呂 | 聖武天皇 | 聖德王 | 奏新羅「欠常禮」         | 續日本紀、万葉集（巻十五）   |
| 21   | 740年  | 天平12年     | 紀朝臣必登     | 聖武天皇 | 孝成王 |                          | 續日本紀                     |
|      | 742年  | 天平14年     | （不詳）       | 聖武天皇 | 景德王 | 新羅不納（三國史記）     | 三國史記                     |
| 22   | 752年  | 天平勝宝4年  | 山口忌寸人麻呂 | 孝謙天皇 | 景德王 |                          | 續日本紀                     |
| 23   | 753年  | 天平勝宝5年  | 小野朝臣田守   | 孝謙天皇 | 景德王 | 「王不見之」（三國史記） | 續日本紀                     |
| 24   | 779年  | 宝龜10年     | 下道朝臣長人   | 光仁天皇 | 惠恭王 | 迎回遣唐使判官海上三狩等 | 續日本紀                     |
| 25   | 799年  | 延曆18年     | 大伴宿禰峰麻呂 | 桓武天皇 | 昭聖王 | 停遣新羅使（日本後紀）   | 日本後紀                     |
| 26   | 803年  | 延曆22年     | 齋部宿禰濱成   | 桓武天皇 | 哀莊王 | 調查唐的形勢             | 日本後紀逸文（古語拾遺識語） |
| 27   | 804年  | 延曆23年     | 大伴宿禰岑萬里 | 桓武天皇 | 哀莊王 | 調査遣唐使船的消息       | 日本後紀                     |
| 28   | 836年  | 承和3年      | 紀三津         | 仁明天皇 | 興德王 | 調査遣唐使船的消息       | 續日本後紀                   |

## 航路
遣新羅史的航路正史中少有記載，但可由萬葉集卷十五中736年阿倍継麻呂大使一行的歌詠中得到線索。
一行由難波渡口出發，進入瀨戶內海，途經風早浦（今東廣島市）、倉橋島、分間浦（今中津市）到達筑紫舘。之後經韓亭（唐泊、能許亭、今能古島）、引津亭（今志摩町）至狛嶋亭（今神集島），經壹岐島、浅茅浦、竹敷浦（皆在今對馬市）前往新羅。

## 輸入物品
由新羅輸入的物品，除上述金之外，有銀等金屬，高級織品，駱駝、鸚鵡、孔雀等珍稀動物等。根據正倉院寶物鳥毛立女屏風貼紙「買新羅物解」，香料、藥物、顔料、染料、器物、日用品等亦在輸入之列，朝廷獲得其中一部分必需品後，剩餘物品賣與民間。